# The Strike
The Strike er en fransk stumfilm fra 1904 af Ferdinand Zecca.